# Magdalena Tulli
Magdalena Tulli (née le 20 octobre 1955 à Varsovie) est une écrivaine et traductrice polonaise, qui a obtenu de nombreux prix littéraires : Prix Kościelski1995, prix spécial au Concours littéraire de Gdynia 2007, Prix littéraire de Gdynia 2012 et Prix littéraire Gryfia de Szczecin.
En 2009, elle a présidé le prix littéraire francophone Liste Goncourt : le choix polonais , organisé par l'Institut français de Cracovie. Elle est membre de l'Association des écrivains polonais, trois fois nommée au Prix NIKE.
Elle a traduit en polonais plusieurs livres écrits en français ou en italien, dont À la recherche du temps perdu de Marcel Proust (2001), Italo Calvino (La giornata d'uno scrutatore), Fleur Jaeggy.

## Œuvre[2]
- Sny i kamienie, OPEN 1995, Wydawnictwo W.A.B. 1999, en anglais Dreams and Stones, Archipelago Books, 2004
- W czerwieni, Wydawnictwo W.A.B., 1998, en français Dans le rouge (traduit par Laurence Dyèvre), Pauvert, 2001,  (ISBN 2720214078)
- Tryby, Wydawnictwo W.A.B., 2003, en anglais Moving Parts, Archipelago Books, 2005
- Magdalena Tulli, Sergiusz Kowalski, Zamiast procesu: raport o mowie nienawiści, Wydawnictwo W.A.B., 2003  (ISBN 83-8929158-4).
- Skaza, Wydawnictwo W.A.B., 2006, en français (traduit par Charles Zaremba) : Le Défaut, Stock, 2007, Collection La Cosmopolite  (ISBN 2-23405984-4)
- Kontroler snów, sous le nom de Marek Nocny, Wydawnictwo Nisza, 2007
- Włoskie szpilki , Wydawnictwo Nisza, 2011 (ouvrage couronné par les prix littéraires Nagroda Literacka Gdynia et Nagroda Literacka Gryfia)  (ISBN 978-83-62795-09-3)
- Szum, Znak, 2014